# Dabis, Syria
Dabis (tiếng tiếng Thổ Nhĩ Kỳ: Debis, tiếng Ả Rập: الدابس, đã Latinh hoá: ad-Dabes) là một ngôi làng là một ngôi làng Turkmen ở phía bắc Aleppo Governorate, Syria. Nằm ở phía bắc Đồng bằng Manbij, giữa Jarabulus và hạ lưu Sông Sajur, ngôi làng cách sông Euphrates và khoảng 12 km (7,5 mi) phía nam biên giới đến tỉnh Gaziantep của Thổ Nhĩ Kỳ.
Theo điều tra dân số năm 2004, Dabis có khoảng 880 cư dân. Về mặt hành chính, Dabis thuộc về Nahiya Jarabulus trong Quận Jarabulus. Các địa phương lân cận bao gồm Ayn al- Bayda 3 km (1,9 mi) về phía đông bắc, Balaban 4 km (2,5 mi) về phía nam và Jubb al-Kusa 4 km (2,5 mi) về phía đông nam.